# Atlético Nacional
 Atlético Nacional  je kolumbijski nogometni klub iz Medellína, ki igra v kolumbijski prvi ligi. Ustanovljen je bil leta 1947, domači stadion kluba je Estadio Atanasio Girardot.

## Uspehi

### Mednarodno
Ameriški pokal: 2
(1990, 1995)

### Kontinentalno
Južnoameriška liga prvakov: 2
(1989, 2016)
- Pokal Merconorte: 2

```
(
1998
, 
2000
)
```

### Nacionalno
- Prvaki Kolumbije: 11 x

(1954, 1973, 1976, 1981, 1991, 1994, 1999, 2005, 2007, 2007, 2011)
- Kolumbijski pokal: 1 x

(2012).
- Kolumbijski superpokal: 1 x

(2012).

## Nekdanji znani igralci
| - Juan Pablo Ángel - Rene Higuita - Francisco Maturana - Aquivaldo Mosquera - Jairo Patiño - Luis Carlos Perea - Edixon Perea - Luis Fernando Suarez - Albeiro Usuriaga - Victor Aristizabal - Faustino Asprilla - Iván Córdoba - Andres Escobar - Herman Gaviria - Freddy Grisales - Lorenzo Carrabs | - Guillermo La Rosa - Luciano Vera - Nicolas Gianastasio - Hugo Londero - Jorge Olmedo - Oswaldo Marcial Palavecino - Atilio Miotti - IOscar Rossi - Miguel Zazzini - Marcelo Ramos - Fernando Martel - Francisco Arrué - Ivan Hurtado - Cesar Cueto - Jorge Rojas - José Manuel Rey |